# Macrocarpaea silverstonei
Macrocarpaea silverstonei är en gentianaväxtart som beskrevs av Jason Randall Grant. Macrocarpaea silverstonei ingår i släktet Macrocarpaea och familjen gentianaväxter. Inga underarter finns listade i Catalogue of Life.